# Lee Eun-sil
Lee Eun-Sil (25 de dezembro de 1976) é uma mesa-tenista sul-coreana. 

## Carreira
Lee Eun-Sil representou seu país nos Jogos Olímpicos de 2004, na qual conquistou a medalha de prata em duplas. 